# Villa Casana

Departamento Rosario Vera Peñaloza

Villa Casana es una localidad del Departamento Rosario Vera Peñaloza, en la provincia de La Rioja, Argentina. Está ubicada a 40 kilómetros al norte de la ciudad de Chepes, a la que se accede por camino de tierra, a pocos kilómetros del límite con el Departamento General Juan Facundo Quiroga.

## Geografía
Se encuentra emplazado a aproximadamente 1020 m s. n. m. sobre la sierra La Quebrada del Vallecito.
Entre los cerros cercanos, se destaca el Cerro Espeche de 1677 metros, ubicado hacia el oeste de la localidad.

## Economía
Las principales actividades económicas de la localidad son la ganadería bovina, caprina, porcina y la avicultura. También se encuentra activa la agricultura, aunque en menor medida a pesar de haber sido su mayor fuente de ingresos, cuyo descenso ha sido provocado por las fuertes sequías y mala administración de recursos hídricos de la zona.

## Turismo
La zona es apta para el turismo alternativo con actividades como excursiones 4x4, caminatas, escalada, rapel y montañismo. En estos dos últimos años ha incrementado la práctica de ciclismo por parte de ciudadanos que recorren el camino que conecta la ciudad con la localidad en cuestión.

## Educación
La Escuela N° 35 María Rosa de Oropel cuenta con educación primaria en el turno de la maña. Desde 2013, por la tarde en el mismo edificio funciona la Extensión Áulica de la Escuela Normal Juan Facundo Quiroga de Chepes en educación secundaria.